# مرجع اعتبارسنجی
در زیرساخت کلید عمومی، یک مرجع اعتبار سنجی (VA)، موجودیتی است که خدماتی را برای تأیید اعتبار گواهی دیجیتالی براساس سازوکارهای توصیف شده در استاندارد اکس ۵۰۹ و آر اف سی ۵۲۸۰ (صفحه ۶۹) ارائه می‌دهد.
روش غالب مورد استفاده برای این منظور، میزبانی یک لیست ابطال مجوز برای بارگیری از طریق پروتکل‌های HTTP یا LDAP است. برای کاهش میزان ترافیک شبکه مورد نیاز برای اعتبار سنجی، به جای این پروتکلها می‌توان از پروتکل OCSP استفاده نمود.
در حالیکه یک مرجع اعتبار سنجی قادر به پاسخگویی به درخواست شبکه محور برای CRL است، اما خود فاقد توانایی صدور یا ابطال گواهینامه‌ها می‌باشد؛ لذا باید به‌طور مداوم با اطلاعات فعلی CRL از یک مرجع صدور گواهینامه، که گواهی‌های موجود در CRL را صادر می‌کند، بروزرسانی شود.
به دلیل اینکه این عملیات یک فرایند پیچیده و پر هزینه (از نظر اشغال منابع) است، این امکان برای مرجع اعتبارسنجی اختصاصی وجود دارد که اعتبار سنجی پویای گواهی نامه‌های دریافت شده را به کمک یک مرجع صدور گواهنامه ریشه آفلاین انجام دهد. در حالی که خود CA ریشه برای ترافیک شبکه غیرقابل دسترس است، گواهی نامه‌های صادر شده توسط آن می‌تواند توسط مرجع اعتبار سنجی با استفاده از پروتکلهای ذکر شده تأیید شود.
سربار مدیریتی ایجاد شده برای فراهم ساختن CRLهایی که توسط مرجع اعتبارسنجی میزبانی می‌شوند، در این حالت معمولاً کمینه شده‌است، زیرا معمولاً CAهای ریشه ای تعداد کمی گواهی نامه صادر (یا ابطال) می‌نمایند.